# Galfingue
Galfingue é uma comuna francesa na região administrativa de Grande Leste, no departamento Alto Reno. Estende-se por uma área de 5,38 km². Em 2010 a comuna tinha 819 habitantes (densidade: 152,2 hab./km²).